# London's Trafalgar Square
London's Trafalgar Square è un cortometraggio britannico muto e in bianco e nero del 1890.
Il film è stato realizzato dagli inventori e pionieri del cinema Wordsworth Donisthorpe e William Carr Crofts a circa 10 fotogrammi al secondo con un ovale o un telaio circolare su pellicola celluloide con la loro macchina fotografica 'kinesigraph', che mostra il traffico a Trafalgar Square a Londra.